# Сохейм, Фритьов
Фритьов Сохейм (норв. Fridtjov Såheim; род. 2 июля 1968 года, Норвегия) — норвежский актёр театра, кино и телевидения, а также театральный режиссёр.

## Биография
В 1994 году окончил Норвежскую государственную театральную академию (норв. Statens teaterhøgskole). После этого три года 
проработал в бергенском театре Den Nationale Scene, откуда в 1997 году ушёл в театр Рогаланд (Ставангер), в котором играл, в частности, главные роли в постановках «Киллер Джо» Трейси Леттс и «Войцек» Георга Бюхнера. Здесь же Сохейм дебютировал как театральный режиссёр, в частности, поставив в 2001 году спектакль «Дядя Ваня» по одноимённой пьесе Антона Павловича Чехова.
С начала 2000-х годов и до сегодняшнего дня (2011 год) Сохейм работает на постоянной основе в Норвежском национальном театре (Осло), в котором с успехом продолжил как актёрскую, так и режиссёрскую карьеру. В числе прочего, он поставил спектакли по пьесам «Мёртвые псы» Юна Фоссе, «Стеклянный зверинец» Теннесси Уильямса и «Игра с огнём» Юхана Августа Стриндберга.
Сохейм также активно снимается в кино. В число кинолент с его участием входят такие фильмы, как «Йонни Ванг» (2003), «Тот, кто боится волков» (2004), «Гавайи, Осло» (2004), «Зимний поцелуй» (2005), «Дом дураков» (2008), «Варг Веум — Падшие ангелы» (2008). В лентах «Искусство негативного мышления» и «Вместе» (2006 и 2009 годов соответственно) он сыграл главные роли.
Из телевизионных проектов Сохейма следует назвать роли в сериале «Школа» (норв. Skolen, 2004—2005) и в мини-сериале «Sørgekåpen» (2007) — оба норвежской государственной телерадиокомпании (NRK), а также роль Франка Стаффа в сериале «Хороший номер два» (норв. En god nummer to, 2009).
Сохейм женат на норвежской актрисе Генриетте Стеенструп (норв. Henriette Steenstrup), с которой они вместе с 2004 года. У супругов есть дочь Эбба (норв. Ebba, род. в 2007 году).

## Творчество

### Роли в театре

#### Театр Рогаланд[1]
- 1997 — «Киллер Джо» (Трейси Леттс) — Киллер Джо
- 1998 — «Западная пристань» (Бернар-Мари Кольтес) — Шарль
- 1998 — «Румыны» (Ларс Норен) — Сэм
- 1999 — «Маленький Эйольф» (Генрик Ибсен) — инженер Боргейм
- 1999 — «Войцек» (Георг Бюхнер) — Войцек
- 2000 — «Ивонна» (Витольд Гомбрович) — Кирилл
- 2000 — «Сон в летнюю ночь» (Уильям Шекспир) — ткач Основа/осёл
- 2000 — «Усталые люди» (по Арне Гарборгу)

#### Норвежский национальный театр[2][4]
- 2002 — «Раскольников» (по Достоевскому) — Раскольников
- ? — «Дикая утка» (Генрик Ибсен) — Молвик
- ? — «Женщина с моря» (Генрик Ибсен) — Арнхольм
- ? — «Путешествие к рождественской звезде» (норв. Reisen til julestjernen) (Сверре Брандт) — Гревен
- ? — «Пеппи Длинныйчулок» (по Астрид Линдгрен) — Блом
- 2007 — «Плоды земли» (по Кнуту Гамсуну) — Хейердал
- 2007 — «Я — ветер» (Юн Фоссе) — один из друзей
- 2009 — «Братья Карамазовы» (по Достоевскому) — Дмитрий

### Фильмография
- 2003 — Йонни Ванг / Jonny Vang — Магнус
- 2003 — Женщина в моей жизни / Kvinnen i mitt liv — Петтер
- 2004 — Тот, кто боится волков / Den som frykter ulven — Кристоффер Скарин
- 2004 — Гавайи, Осло / Hawaii, Oslo — врач
- 2005 — Зимний поцелуй / Vinterkyss — ленсман Стейн
- 2006 — Товарищ Педерсен / Gymnaslærer Pedersen — Гуннар
- 2006 — Мужчина Марии / Marias menn — Вигго
- 2006 — Искусство негативного мышления / Kunsten å tenke negativt — Гейр
- 2007 — Марс & Венера / Mars & Venus — Роберт
- 2007 — Радиопираты / Radiopiratene
- 2008 — Варг Веум — Падшие ангелы / Varg Veum — Falne engler — Симон
- 2008 — Дом дураков / De Gales hus — Один
- 2008 — Остаться в живых 2: Воскрешение/ Fritt vilt II — Герман
- 2009 — Крысиные ночи / Rottenetter — Фредрик Саген
- 2009 — Вместе / Sammen — отец
- 2009 — Предательство / Svik — Тор Линдблом
- 2010 — Домой на Рождество / Hjem til jul — Кнут
- 2010 — Вратарь «Ливерпуля» / Keeper'n til Liverpool — Ивер
- 2011 — Шары амура / Amors baller — Ян
- 2011 — Джекпот / Arme Riddere — Gjedde
- 2012 — В темноте / Inn i mørket — Свейн
- 2012 — Лиллехаммер / Lilyhammer (сериал) — Ян Йохансен
- 2012 — Какой ты меня видишь / Som du ser meg — муж Лизы
- 2013 — Полубрат / Halvbroren (мини-сериал) — муж Лизы
- 2013 — Виктория: История любви / Victoria — отец Виктории
- 2013 — Убийство у моря / Tyskungen — Ханс-Эрик Олавсен
- 2013 — Третий глаз / Det tredje øyet (сериал) — Роджер Хеслоп
- 2014 — Капитан Саблезуб и сокровища Лама Рама / Kaptein Sabeltann og skatten i Lama Rama — Bjørn Barsk
- 2014 — Очевидец / Øyevitne (мини-сериал) — Рунар
- 2014 — Оправданный / Frikjent (сериал) — Свейн Эриксен
- 2015 — Волна / Bølgen — Арвид
- 2016 — Биркебейнеры / Birkebeinerne — Гард
- 2019 — Амундсен / Amundsen — Ялмар Юхансен